# 오스카 로버트슨
오스카 파머 로버트슨(영어: Oscar Palmer Robertson, 1938년 11월 24일 ~ )은 신시내티 로열즈와 밀워키 벅스에서 활동한 미국의 전 프로 농구 선수로 자신의 14년간의 NBA 경력에 다수의 기록들을 설립하여 어시스트에서 리그 사상 지도자로서 은퇴하였다. "빅 오(The Big O)"라는 별명으로 잘 알려진 그는 또한 윌트 체임벌린에 이어 두 번째로 25,000점 이상을 득점한 프로 농구 선수가 되었다

## 어린 시절
테네시주 샬럿에서 태어나 4세 때 가족과 함께 인디애나주 인디애나폴리스로 이주하여 자라왔다. 자신의 부모가 빈곤에 분투하면서 로버트슨은 테니스공을 슈팅하면서 농구를 하는 것을 배워 결국적으로 자신의 형제들 헨리와 베일리와 함께 슬럼가의 코트에 자신의 경기를 개발하였다.

## 학교 경력
키가 크고 재능 있는 선수로 번영한 로버트슨은 크리스퍼스 애턱스 고등학교에서 대학 팀에 가입하였다. 1955년 주니어로서 그는 자신의 학교를 인디애나 주립 타이틀로 이끌어 전아프리카계 미국인 팀이 업적을 이루는 데 처음이었다.
이어진 시즌에 그와 동료 선수들은 2번째 우승을 거두어 그들이 62승 1패로 간 주목할 만한 2연승에 달하였다. 로버트슨은 그해 인디애나주 Mr Basketball로 임명되었다.
전국적으로 모집된 로버트슨은 신시내티 대학교에서 첫 흑인 선수들 중의 하나가 되었다. 그는 대학 팀과 자신의 3년의 각해에 득점에서 국가를 이끌어 한 경기에 33.8 포인트의 평균을 기록하고, 전부의 3개 시즌에서 "올해의 선수"로 임명되었다. 추가적으로 그는 NCAA 토너먼트의 파이널 포에서 신시내티 대학교를 2번이나 위치로 이끌었다. 국내 선수권 대회가 스타 가드를 회피한 동안에 로버트슨은 1960년 하계 올림픽 팀의 공동 주장을 맡아 남자 팀을 금메달 획득으로 이끄는 데 훗날의 NBA 라이벌 제리 웨스트와 팀을 이루었다.

## 프로 농구 신분

### 신시내티 로열스 (1960년 ~ 70년)

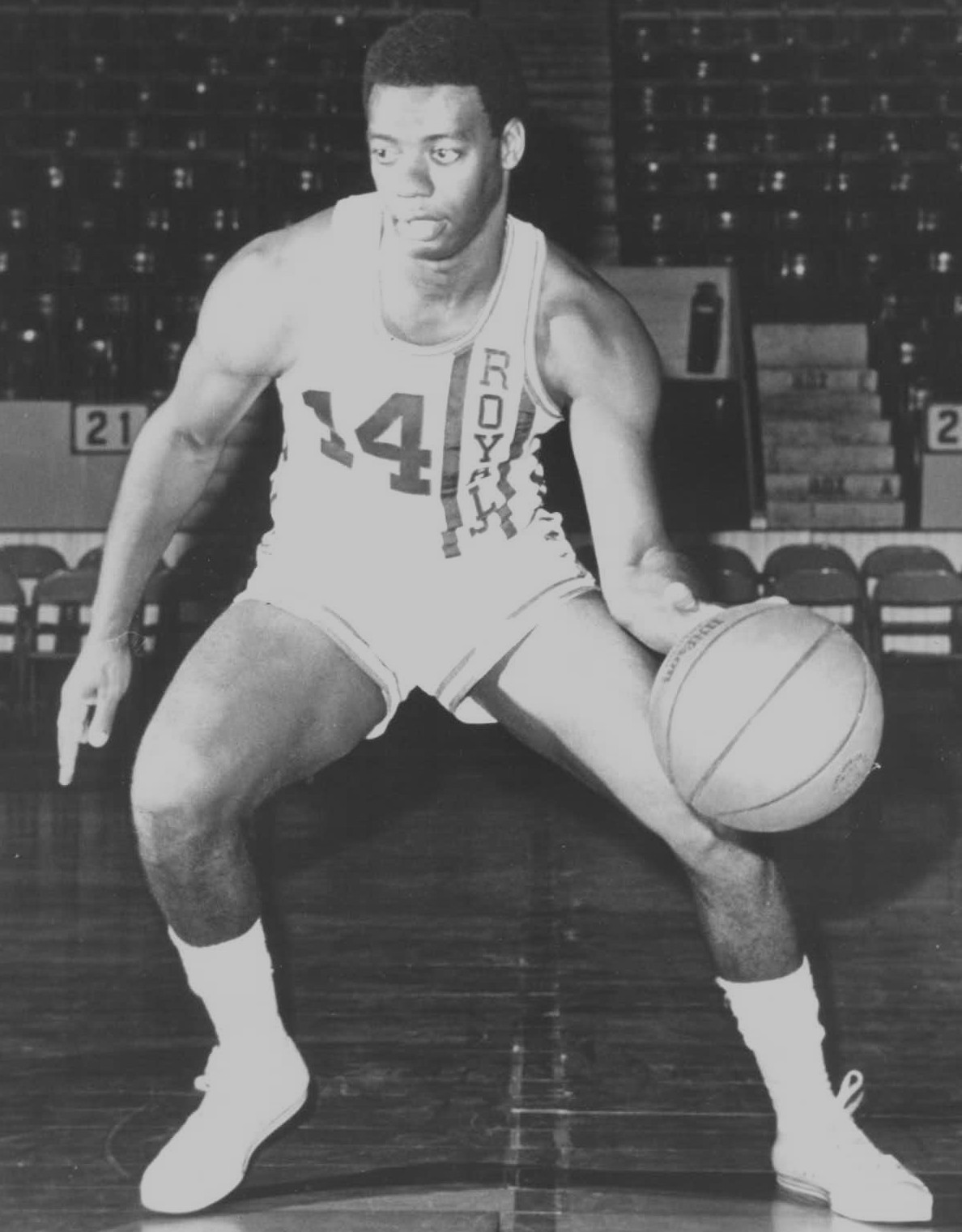
신시내티 로열스와 자신의 공을 다루는 재능을 보이는 로버트슨

동년에 신시내티 로열스는 NBA 드래프트에서 로버트슨을 선발하였다. 6 피트, 5 인치의 가드를 위하여 프로 수준에서 그의 출석이 느끼게 만드는 데 약간의 조절이 필요하였다. 그는 올스타 경기의 MVP로 임명되고, 한 경기에 30.5 포인트와 리그 사상 9.7 어시스트를 평균한 후 "올해의 신인 선수"로 투표되었다.
이어진 해에 로버트슨은 자신이 리그 역사상 트리플-더블(포인트 (30.8), 리바운드 (12.5)와 어시스트 (11.4))을 평균하는 데 첫 선수가 되었을 때 사상 거대한 개인적 시즌들 중 하나에 넣어졌다. 이 성취를 아무 선수도 매치하지 않았다.
포인트 가드 포시션으로부터 득점, 드리블, 패스와 리바운드를 하는 데 자신의 빠른 동작과 능력과 함께 로버트슨은 그 당시에 앞선 해들이었던 숙련 자세를 발휘하였다. 한 경기에 경력 사상 31.4 포인트를 평균한 후, 1964년 MVP로 임명되었으며 10년간의 코스에 7회의 어시스트에서 NBA를 이끌었다. 1967년 ~ 68년 시즌 동안 그는 한 경기에 포인트와 어시스트 둘다에서 리그의 선두를 서는 드문 업적을 이루었다.
코트를 떠나서 로버트슨은 선수 조합의 가치있는 일원을 증명하여 결국적으로 몇년간 그 기구를 지휘하였다. 그의 지시 아래 조합은 드래프트와 선수들에게 소유권들을 관계하는 규칙들은 물론, 1970년 NBA와 라이벌 ABA 사이에 제안된 합동을 도전한 소송을 제출하였다. 법적인 도전은 결국적으로 "오스카 로버트슨 규칙"이 NBA 선수들에게 자유 계약을 가져오면서 1976년에 정착되었다.

### 밀워키 벅스 (1970년 ~ 74년)

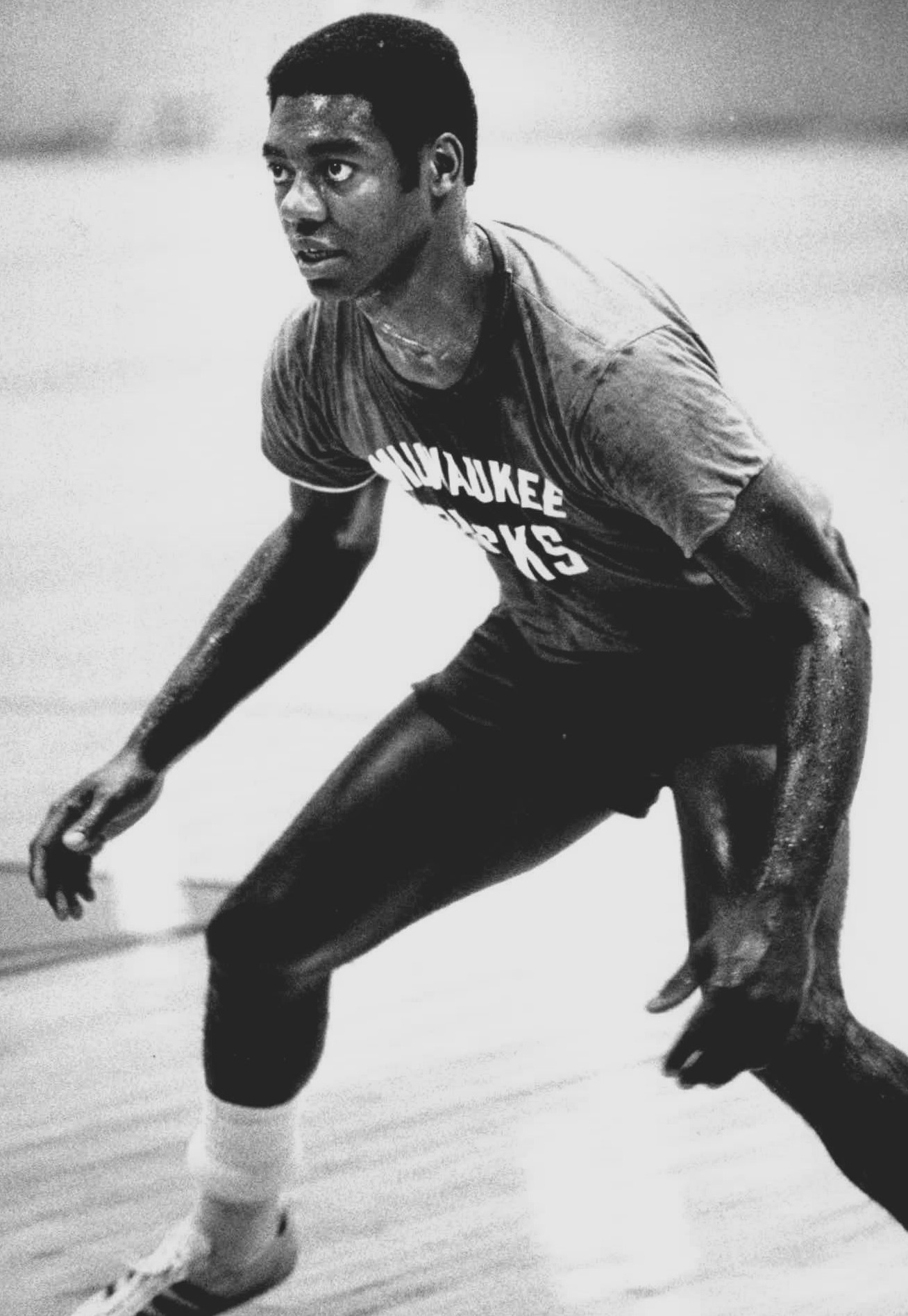
밀워키 벅스 활약 시절

로열스에서 그의 시간 동안 로버트슨을 위하여 챔피언십의 도달이 밖으로 남고, 팀과 그의 관계는 나빠졌다. 결국 1970년 4월 21일 로버트슨은 후에 카림 압둘 자바로 알려진 젊은 센터 루 앨신더에 의하여 고착된 정력적 팀 밀워키 벅스로 이적되었다.
벅스를 위하여 로버트슨은 챔피언십 시즌의 건설을 위하여 필요하던 최종의 견본으로 증명하였다. 1971년 봄에 벅스는 NBA 결승전에서 볼티모어 불리츠를 휩쓸면서 마술적 한해를 끝냈다. 로버트슨은 결국 챔피언이었다.
전부에서 로버트슨은 벅스를 위하여 3개 더의 시즌을 활약하여 결승전에서 보스턴 셀틱스에게 실망적인 7개 경기의 패배 후, 결국 1974년 자신의 셔츠를 영구적으로 끊었다. 한 경기에 25.7 포인트의 경력 평균과 은퇴한 "Big O"는 또한 NBA 역사상 여러 가드보다 더 많은 리바운드를 수집하고, 181개의 트리플-더블과 함께 기록을 세웠다. 그의 9,887 어시스트는 1991년 매직 존슨에 의하여 깨질 때까지 보유된 다른 기록이었다.

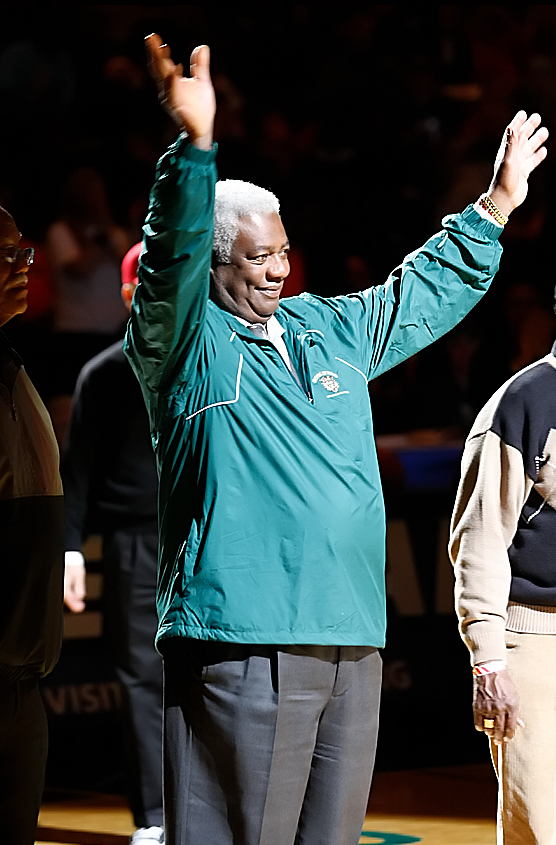
2010년의 로버트슨

## 은퇴 후와 영예
자신의 무적인 만능의 활약과 함께 로버트슨은 다능을 위하여 황금의 표준을 설립하고, 훗날에 체중이 무거운 온볼플레이어들인 매직 존슨과 르브론 제임스를 위한 길을 닦았다. 1980년 그는 네이스미스 농구 명예의 전당으로 헌액되었고, 1996년 NBA의 거대한 선수들 50명 중의 하나로 임명되었다. 4년 후, 그는 농구 코치 협회에 의하여 "그 세기의 선수"로 투표되었다.
〈The Big O:My Life, My Times, My Game〉을 저서한 로버트슨은 비지니스에 활동으로 남고, 자신의 나중의 세월에 국가 신장 재단을 위한 연설자로 지냈다. 자신의 싸우는 영혼이 아직도 완전한 그는 인정받지 않은 대학 농구 선수로서 자신의 세월로부터 자신의 이미지 사용에 2011년 집단 소송인 반신용 소송에 가입하였다.